# Поверце
Поверце (пол. Powiercie) — село в Польщі, у гміні Коло Кольського повіту Великопольського воєводства.
Населення — 1012 осіб (2011).
У 1975-1998 роках село належало до Конінського воєводства.

## Демографія
Демографічна структура станом на 31 березня 2011 року:
|          | Загалом | Допрацездатний вік | Працездатний вік | Постпрацездатний вік |
| -------- | ------- | ------------------ | ---------------- | -------------------- |
| Чоловіки | 501     | 117                | 348              | 36                   |
| Жінки    | 511     | 104                | 315              | 92                   |
| Разом    | 1012    | 221                | 663              | 128                  |